# 马蒂耶
马蒂耶（義大利語：Mattie），是意大利皮埃蒙特大区都靈廣域市的一个市镇。总面积27平方公里，人口737人，人口密度27.3人/平方公里（2009年）。ISTAT代码为001147。